# Quequén
Ciudad de Quequén is een plaats in het Argentijnse bestuurlijke gebied Necochea in de provincie Buenos Aires. De plaats telt 14.524 inwoners.

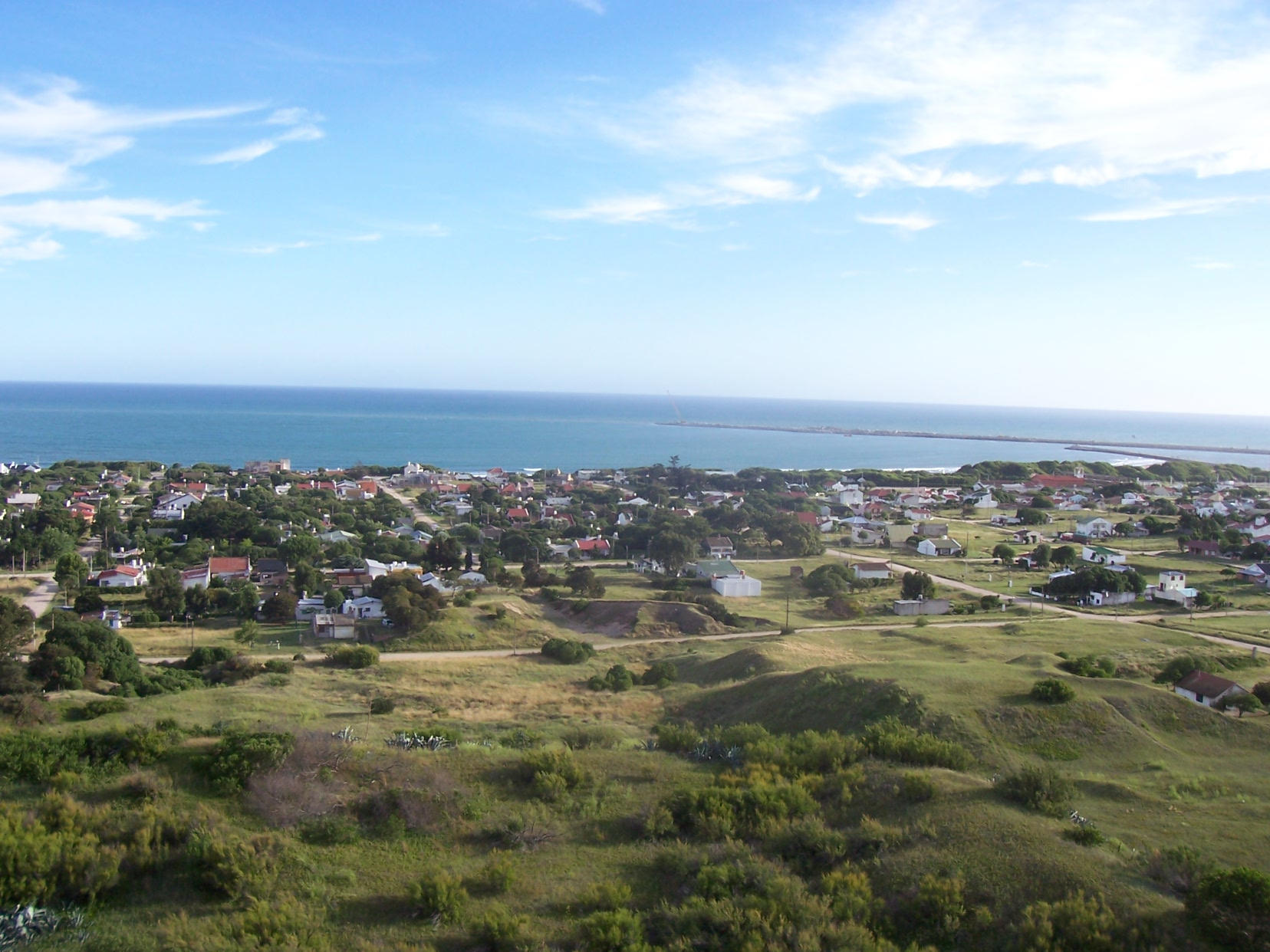
Quequén